# European Champions League 2005-2006 (pallavolo femminile)
La European Champions League di pallavolo femminile 2005-2006 è stata la 46ª edizione del massimo torneo pallavolistico europeo per squadre di club; iniziata con la fase a gironi a partire dal 18 ottobre 2005, si è conclusa con la final-four di Cannes, in Francia, il 19 marzo 2006. Alla competizione hanno partecipato 12 squadre e la vittoria finale è andata per la prima volta alla Pallavolo Sirio Perugia.

## Squadre partecipanti
| - Azərreyl - Bergamo - RC Cannes - Uraločka - Eczacıbaşı - VakıfBank GS | - Calisia - Las Palmas - Sirio Perugia - Tenerife - Trofa - HAOK Mladost |

## Fase a gironi

### Gironi
| Girone A                                               | Girone B                                                          |
| ------------------------------------------------------ | ----------------------------------------------------------------- |
| RC Cannes Bergamo Uraločka Eczacıbaşı Las Palmas Trofa | Azərreyl Calisia VakıfBank GS Sirio Perugia Tenerife HAOK Mladost |

## Play-off a 6

### Squadre qualificate
- Bergamo
- RC Cannes (qualificata di diritto in quanto squadra organizzatrice)
- VakıfBank GS
- Sirio Perugia

## Final-four
La final four si è disputata a Cannes ( Francia) e gli incontri si sono svolti al Palais des Victoires. Le semifinali si sono disputate il 18 marzo, mentre la finale per 3º/4º posto e la finalissima si è giocata il 19 marzo.

### Finali 1º e 3º posto
|  | Semifinali    | Semifinali    | Semifinali    |               |           | Finale             | Finale             | Finale             |  |
|  |               |               |               |               |           |                    |                    |                    |  |
|  | RC Cannes     | RC Cannes     | 3             |               |           |                    |                    |                    |  |
|  | RC Cannes     | RC Cannes     | 3             |               |           |                    |                    |                    |  |
|  | Bergamo       | Bergamo       | 1             |               |           |                    |                    |                    |  |
|  | Bergamo       | Bergamo       | 1             |               | RC Cannes | RC Cannes          | 1                  |                    |  |
|  |               |               |               |               | RC Cannes | RC Cannes          | 1                  |                    |  |
|  |               |               | Sirio Perugia | Sirio Perugia | 3         |                    |                    |                    |  |
|  | VakıfBank GS  | VakıfBank GS  | Sirio Perugia | Sirio Perugia | 3         | 2                  |                    |                    |  |
|  | VakıfBank GS  | VakıfBank GS  |               |               |           | 2                  |                    |                    |  |
|  | Sirio Perugia | Sirio Perugia | 3             |               |           | Finale 3º/4º posto | Finale 3º/4º posto | Finale 3º/4º posto |  |
|  | Sirio Perugia | Sirio Perugia | 3             |               |           |                    |                    |                    |  |
|  |               |               |               |               |           |                    |                    |                    |  |
|  |               |               |               |               |           | Bergamo            | Bergamo            | 3                  |  |
|  |               |               |               |               |           | Bergamo            | Bergamo            | 3                  |  |
|  |               |               |               |               |           | VakıfBank GS       | VakıfBank GS       | 0                  |  |